# Saison 1 de Doc
 (mai 2024).
Si vous disposez d'ouvrages ou d'articles de référence ou si vous connaissez des sites web de qualité traitant du thème abordé ici, merci de compléter l'article en donnant les références utiles à sa vérifiabilité et en les liant à la section « Notes et références ».
Chronologie
Saison 2
Cette page présente les épisodes de la première saison de la série télévisée italienne Doc.

## Distribution

### Acteurs principaux
- Luca Argentero (VF : Jean-Pierre Michaël) : Andrea Fanti, professeur, chef de médecine interne
- Matilde Gioli (VF : Victoria Grosbois) : Julia Giordano, médecin, assistante et ancienne liaison amoureuse d'Andrea
- Pierpaolo Spollon (it) (VF : Alexis Gilot) : Riccardo Bonvegna, interne
- Raffaele Esposito (it) (VF : Thibaut Lacour) : Marco Sardoni, médecin, remplaçant temporaire d'Andrea
- Sara Lazzaro (it) (VF : Josy Bernard) : Agnès Tibère, médecin, directrice de l'hôpital et ex-femme d'Andrea
- Gianmarco Saurino (it) (VF : Jim Redler) : Lorenzo Lazzarini, médecin
- Simona Tabasco (VF : Noémie Bianco) : Elisa Russo, interne
- Alberto Boubakar Malanchino (VF : Mike Fédée) : Gabriel Kidane, interne
- Silvia Mazzieri (en) (VF : Sarah Barzyk) : Alba Patrizi, interne
- Beatrice Grannò (it) (VF : Pauline Ziadé) : Caroline Fanti, fille d'Andrea, interne
- Elisa Di Eusanio (VF : Delphine Braillon) : Teresa Maraldi, infirmière en chef du département de médecine interne
- Giovanni Scifoni (it) (VF : Jean-Philippe Puymartin) : Enrico Sandri, neuropsychiatre, meilleur ami d'Andrea

### Acteurs secondaires
- Simone Gandolfo (it) (VF : Jean-Baptiste Marcenac) : David, compagnon d'Agnès
- Pia Lanciotti (VF : Véronique Augereau) : Sabrina Martel, chirurgienne, cheffe de chirurgie, mère d'Alba
- Virginia Bernardini (VF : Mathilda Dieutre) : Zoé, infirmière
- Luca Avagliano (it) : Renato

## Liste des épisodes

### Épisode 1:Mémoire enfouie
- Italie : 26 mars 2020 sur Rai 1
- France : 6 janvier 2021 sur TF1
- Québec : 29 avril 2021 sur Moi et Cie puis 17 mars 2022 sur TVA

Andrea Fanti est un chef de médecine interne brillant et cynique à l'hôpital dirigé par son ex-femme Agnese. Quelque temps après la mort de Giovanni Pavesi, l'un de ses patients, son père, Egidio, réagit en tirant une balle dans la tête d'Andrea, qui heureusement survit mais, après un coma, perd les souvenirs des douze dernières années de sa vie. Son amnésie représente une excellente occasion pour Marco Sardoni, le nouveau chef de l'hôpital, de dissimuler un fait découvert par Andrea juste avant l'attentat : il a falsifié l'acte de décès du patient décédé dans le service d'Andrea pour éviter d'être radié par le barreau. Ordre des médecins. Se réveillant d'un coma, Andrea découvre que lui et Agnès sont séparés depuis huit ans, que sa fille aînée Carolina est étudiante à l'université et que son fils cadet Mattia est mort dix ans plus tôt d'un arrêt cardiaque.

### Épisode 2:Selfie
- France : 6 janvier 2021 sur TF1

Andrea essaie de s'adapter à sa nouvelle condition, montrant un caractère très empathique et compatissant, diamétralement opposé au précédent; de plus, il est quotidiennement soumis à de courtes séances de stimulation électrique pour tenter de réactiver les neurones bloqués par le traumatisme. Pendant ce temps, Jacopo est hospitalisé, un garçon qui tente de récolter de l'argent pour sa petite amie Monica, qui est sur le point d'accoucher, accomplissant des actions dangereuses qui sont filmées et diffusées sur les réseaux sociaux. Giulia propose une nouvelle injection de cortisone pour prévenir un nouvel AVC potentiellement mortel.

### Épisode 3:Rien de personnel
- France : 13 janvier 2021 sur TF1

Agnese établit qu'Andrea peut fréquenter le service, mais sans prendre d'initiatives et parler avec les patients; Néanmoins, Andrea n'a pas envie d'agir uniquement en tant que spectatrice et recherche le contact avec les patients. Sandro Feroli, un patient aux symptômes complexes, est hospitalisé. Après plusieurs demandes d'Andrea, qui avait surpris une conversation entre Sandro et Stefano, un collègue et ami qui était allé lui rendre visite, l'homme avoue qu'il a été viré de l'entreprise où il travaillait et qu'il a honte de dire à sa femme qu'il est toujours au chômage, malgré plusieurs tentatives pour trouver un autre emploi ; après cela, elle a une autre crise d'hypotension. Marco est agacé par la "popularité" renouvelée d'Andrea et le rabaisse.

### Épisode 4:Ça fait du bien et ça fait mal
- France : 13 janvier 2021 sur TF1

Enrico demande à Agnese qu'Andrea n'ait pas accès à sa boîte e-mail. Fabio, le frère de Giulia, un grimpeur atteint de cystite récurrente, est hospitalisé. Agnese reproche à Andrea d'avoir mis son alliance, ce qui la met en difficulté. Carolina avoue à sa mère qu'elle essaie de garder ses distances avec son père car ils finiraient par parler de Mattia. Marcella, la petite amie de Fabio, a une conversation brève et colorée avec Giulia, qui reçoit les analyses de Fabio : la prostatite s'aggrave et lui provoque des hallucinations auditives, il a donc besoin d'une spermioculture. Marco craint qu'Andrea ne retrouve la mémoire et en parle avec sa femme Irène, représentante pharmaceutique, qui est plutôt serein. Lors d'un apéritif avec les stagiaires, Andrea appelle Agnese pour lui demander de les rejoindre, mais elle lui répond qu'elle préfère rester loin de lui.

### Épisode 5:L'Erreur parfaite
- France : 20 janvier 2021 sur TF1

L'actrice Tilde Ravelli vient à l'hôpital pour des tests et demande expressément à être visitée par le docteur Fanti, qui l'avait déjà soignée cinq ans plus tôt. Giulia tente donc de convaincre Andrea de retirer sa démission, il décide de revenir exceptionnellement pour la femme ; les conditions de ce dernier, cependant, s'aggravent soudainement, le mettant en danger de mort. Alba appelle donc la fille de Tilde comme le seul parent, qui, cependant, ne veut rien savoir de la mère dont elle n'a pas entendu parler depuis des années. Alba et Riccardo discutent de la relation difficile entre elle et sa mère, la chef de la chirurgie Fabrizia Martelli : Alba a en fait choisi la médecine interne au lieu de la chirurgie parce que sa mère jugeait inapproprié que la fille travaille dans son propre service. Pendant ce temps, Sofia arrive dans la salle, une fille avec des douleurs abdominales invalidantes qui avait tenté de se suicider pour cette raison. La jeune femme en souffre depuis qu'elle a treize ans et à cause de cela elle est constamment licenciée, alors son beau-frère Bruno lui a proposé de lui trouver un emploi dans son entreprise mais avec le temps il a aussi commencé à la harceler ; Andrea l'encourage à dire la vérité à sa mère, qui jusque-là la considérait comme une fainéante.

### Épisode 6:Bol d'air
- France : 20 janvier 2021 sur TF1

Milan, dix ans plus tôt. Andrea, heureusement mariée à Agnese, aspire au poste de primaire; aussi son collègue Marco espère obtenir le rôle et la rivalité croissante entre les deux pousse Andrea à négliger sa famille. Un jour, Riccardo (futur stagiaire) de quinze ans est hospitalisé, tombé d'un rocher : le jeune homme fait un arrêt cardiaque, mais ne semble pas avoir de maladies familiales qui le justifient à son âge. Riccardo révèle à sa mère qu'il est amoureux, en retour, de Maria, la fille de dix-huit ans de son nouveau compagnon, ce qui la rend nerveuse ; peu de temps après, Riccardo a un autre arrêt cardiaque. Pendant ce temps, Agnès commence une thérapie pour enlever quatre fibromes utérins, et elle regrette qu'Andrea n'ait pas été proche d'elle à l'occasion d'une visite très importante. Le diagnostic de Riccardo est découvert plus tard : le jeune homme souffre d'un mal de décompression, c'est pourquoi sa jambe droite est entrée en nécrose et les médecins sont obligés de l'amputer. Avant de procéder à l'opération, Andrea passe un coup de fil à Maria, découvrant qu'elle et Riccardo avaient fait une plongée sous-marine peu de temps avant la chute et étaient immédiatement rentrés en Italie en avion; la jeune fille se sent profondément coupable et décide de garder ses distances. Agnese, qui a décidé de se faire opérer, demande à Andrea de trouver un expédient pour laisser ses enfants s'amuser et ne pas les informer de la situation. Andrea emmène Riccardo à la mer pour lui donner un peu de sérénité, réussissant; à son retour à l'hôpital, il découvre qu'il a été officiellement choisi comme nouveau médecin-chef. Entre-temps, deux nouveaux stagiaires sont également arrivés dans le service : nos Giulia et Lorenzo. Le jour de l'opération d'Agnese, Andrea décide de partir en France avec ses enfants, destination EuroDisney; le plus jeune, Mattia, accuse plusieurs fois d'étranges symptômes mais son père est persuadé qu'il ne s'agit que d'un mal des transports. La situation s'est subitement aggravée : débarqué à Paris, Mattia a été transporté d'urgence à l'hôpital mais malheureusement il n'y a plus rien à faire. Pendant ce temps, Agnese se réveille de l'anesthésie, inconsciente de la situation, et Maria annonce à Riccardo qu'elle partirait le lendemain pour aller à l'université de Berlin.

### Épisode 7:L'Origine du mal
- France : 27 janvier 2021 sur TF1

Carolina s'évanouit alors qu'elle étudie dans le parc avec son amie Priscilla pour un examen universitaire et est ensuite hospitalisée. La jeune fille crache du sang, alors les médecins supposent qu'elle a le syndrome de Mallory-Weiss et, plus tard, une tumeur à l'œsophage. Andrea et Agnese, inquiètes que leur fille puisse être toxicomane, décident d'aller vérifier l'appartement où elle vit et de trouver une plaquette d' anxiolytiques qui lui avait été prescrite par son père, mais qui heureusement ne révèle pas la cause de sa malaise; la maladie cœliaque est également exclue, car Carolina était négative aux tests sur les intolérances alimentaires. Pendant ce temps, les stagiaires se retrouvent chez l'influenceuse flashy Vittoria, qui accuse des démangeaisons et de la chaleur dans les chevilles: la cause est un empoisonnement au métal dû à une chirurgie d' augmentation mammaire illégale réalisée à l'étranger et, en raison d'une intolérance à l'implant qui s'est développée, la fille est contraint d'abandonner les prothèses à tout jamais, sans toutefois le regretter. Alba, après s'être excusée auprès de Riccardo pour l'attitude qu'il avait envers Vittoria (elle était jalouse, étant amoureuse du jeune homme), l'invite à un rendez-vous, mais il refuse, prétextant être déjà fiancé.

### Épisode 8:Le serment d'Hippocrate
- France : 27 janvier 2021 sur TF1

Andrea organise un rendez-vous en soirée avec Carolina, qui devrait commencer une psychothérapie pour faire face à ses maux, et appelle Agnese pour lui demander d'être présente. Riccardo et Elisa s'occupent de Matilde, une aspirante astronaute de l' Agence spatiale européenne qui souffre cependant de crises de panique ; la femme aimerait partir, mais après avoir montré des signes d'hallucinations visuelles, elle subit d'autres tests. Gabriel, quant à lui, doit s'occuper du Libyen Noureddin, qui est pris d'un malaise soudain : Andrea s'aperçoit immédiatement de son trouble en voyant le patient. Plus tard, Gabriel administre lui-même du paracétamol à Noureddin alors que le patient prétend y être allergique, le faisant entrer en choc anaphylactique qui l'envoie dans le coma. Lorsque Marco demande à Gabriel pourquoi il a fait cela, Alba couvre le collègue en affirmant que le patient ne l'a pas informé de l'allergie. Andrea et Gabriel visitent la boucherie appartenant à Noureddin, la trouvant dans un état impeccable; De retour dans le service, Andrea observe le bronzage de Noureddin et pense qu'il a peut-être contracté une infection tropicale à l'étranger. Gabriel raconte à Elisa qu'il voulait devenir médecin après avoir vu de nombreuses personnes mourir de maladies dans le village éthiopien dont il est originaire ; Elisa admire son idéal et admet qu'elle n'a choisi la médecine que parce qu'elle n'avait pas d'autres projets, comme solution de repli.

### Épisode 9:Le sel de la vie
- France : 3 février 2021 sur TF1

Lors d'un tour de montagnes russes avec ses enfants, Roberto Lotti s'évanouit. Une fois hospitalisé, et après avoir risqué l'étouffement, il demande à sa compagne Manuela de l'épouser là-bas à l'hôpital, Andrea se chargera d'organiser la cérémonie. Les paramètres de Roberto s'aggravent; d'après l'un de ses discours, Andrea sent que l'homme est habitué à prendre trop de sel, en faisant analyser une feuille, il confirme que sa sueur est très salée et comprend qu'une alimentation riche en sels lui a causé la fibrose kystique, une maladie qui dans la plupart les cas impliquent également l' infertilité. Roberto ne peut pas être guéri, mais avec la bonne thérapie, il peut gagner des années de vie. Andrea, Giulia et Agnese expliquent à Manuela le tableau clinique de son partenaire : lorsque les données sur l'infertilité sont portées à son attention, Manuela est forcée d'admettre qu'à une époque où elle et Roberto étaient en constante querelle, elle l'avait trahi (une seule fois) avec un autre homme, mais il ne savait pas que les jumeaux étaient le résultat de cette seule relation. Agnese la rassure qu'elle n'est pas obligée de dire la vérité à son partenaire, mais Manuela décide de le faire quand même : Roberto, bien qu'il veuille initialement annuler le mariage, grâce à un discours d'Andrea est convaincu de l'épouser quand même.

### Épisode 10:Un joli secret
- France : 3 février 2021 sur TF1

Susanna, une fille trisomique qui est invitée dans un centre pendant la journée, se sent malade à cause des étourdissements et s'évanouit. Riccardo explique à Giulia, Alba et Andrea que, même si elle va mieux, Susanna a toujours une forte fièvre et de graves crises de migraine, une tension artérielle moyenne et quelques plaques rouges sur le dos. Lorenzo révèle que lui et Susanna sont des frères jumeaux hétérozygotes et qu'il est très protecteur envers elle; il émet l'hypothèse que la jeune fille a peut-être contracté une méningite lors d'un voyage avec les autres clients du centre, mais l'hypothèse est exclue des analyses ultérieures. Lorsque la vision floue s'ajoute aux symptômes de Susanna, Lorenzo pense qu'elle souffre de leucémie, tandis que Giulia demande un test de LCR et l'activation d'une éventuelle greffe. Pendant qu'Andrea parle à Susanna, la fille a une attaque ischémique transitoire et Lorenzo l'accuse de l'avoir provoqué, à tel point qu'il demande à Marco qu'Andrea ne s'approche plus de sa sœur, révélant également que dans la dernière période, le collègue tombe dans des états de confusion sporadiques; puis Marco confie à Agnese la décision de laisser ou non Andrea y travailler. En présence d'Enrico, Agnese et Marco, Andrea admet avoir interrompu le traitement de psychotropes car à cause d'eux il perdait également les souvenirs antérieurs à douze ans auparavant, et veut empêcher que cela se produise; cependant, Agnese présente au conseil d'administration de la polyclinique une demande de révocation de son poste, malgré les calmes protestations d'Andrea. Andrea stimule ensuite l'élève de Susanna avec de la lumière, diagnostiquant la présence de la réaction d'Argyll Robertson : Lorenzo ne veut pas y croire au départ, car cela signifierait que sa sœur souffre de neurosyphilis au troisième stade et ayant une activité sexuelle. Du diagnostic, nous apprenons que Susanna a contracté la maladie par Alessandro, un autre garçon du centre et son petit ami : des années plus tôt, lors d'un voyage en Inde, le garçon avait besoin d'une transfusion urgente, ce qui lui a sauvé la vie mais a transmis la syphilis. ; malgré les traitements, la bactérie n'a pas été totalement éradiquée. Lorenzo doit accepter que sa sœur est désormais une femme avec une vie à part entière : Susanna répond qu'elle n'a rien dit craignant sa jalousie, puisqu'elle est le seul membre de la famille qui reste et qu'il avait peur de la perdre. Alessandro révèle que seul Mauro, un éducateur du centre, était au courant de leur relation et qu'ils ont l'intention de se marier et d'emménager ensemble.

### Épisode 11:Passé décomposé
- France : 10 février 2021 sur TF1

Après avoir trouvé le dossier médical de Pavesi, Andrea tente de retrouver le souvenir de la période précédant la fusillade mais Marco (qui le dit à sa femme et vole ensuite le rapport puis le brûle) et Agnese ne sont pas très coopératifs. À la demande d'Andrea, Giulia lui raconte comment leur relation passée a commencé. Monica Moroni, étudiante en droit et mère divorcée, souffre de pertes de mémoire soudaines et l'analyse montre qu'elle a une valeur plaquettaire inférieure à la normale. Gabriel et Andrea remarquent un ganglion lymphatique hypertrophié sur le cou de Monica et le premier pense que la femme souffre de toxoplasmose, une hypothèse qui s'avère exacte. Après un scanner et un prélèvement de moelle osseuse et après avoir remarqué sur le bras d'Edoardo, l'ex-mari de Monica, des taches causées par le sarcome de Kaposi, la femme est diagnostiquée avec le SIDA. Compte tenu de la longue latence du virus, Edoardo se souvient comment, huit ans plus tôt, Monica, après avoir donné naissance à sa fille, s'était entièrement consacrée aux études et lui, dans cette période très lourde, avait cherché "une échappatoire". Mal à l'aise de ne pas être rendu par Giulia, la seule à qui il ait toujours vraiment tenu, Lorenzo rencontre Chiara, une de ses ex-petites amies, avec qui il passe la nuit après avoir consommé des opioïdes synthétiques préparés par elle-même.

### Épisode 12:L'accident de train
- France : 10 février 2021 sur TF1

Le service de médecine interne s'improvise en salle d'urgence à la suite d'un grave accident de train. Riccardo est très surpris de revoir son ex-petite amie Maria, qui est là avec une légère ecchymose au poignet. Andrea s'occupe de l'entrepreneur Giovanni Canto, qui continue de lui toucher la tempe et est en possession d'un pistolet régulièrement détenu, temporairement placé en garde à vue par le médecin; bien que l'homme affirme qu'il n'a personne à prévenir, Andrew remarque qu'il porte une alliance. Gabriel assiste Giorgia Marchiti, qui a protégé le petit Francesco avec son corps ; malheureusement la femme après fibrillation ventriculaire, meurt. Elisa s'occupe de Francesco, qui a des côtes fracturées. Alba, quant à elle, s'occupe de la jeune mannequin Larysa Volkov, touchée par un incendie qui lui a causé de graves brûlures au visage et au corps. Marco et l'infirmière Renato assistent un blogueur de voyage qui récupère rapidement. Lorenzo, sous l'influence des opioïdes qu'il a continué à prendre, n'est pas lucide et décide de s'éclipser en se cachant dans le sous-sol de l'hôpital pour ne pas être vu dans cet état, désespéré parce qu'il est entré dans une spirale autodestructrice qui risque de lui gâcher la vie. Les parents de Francesco arrivent à l'hôpital, opérés de lésions pulmonaires; Gabriel leur apprend que Giorgia, la baby-sitter de son fils, n'a pas survécu. Lorsque le père de Francesco insulte Giorgia pour avoir emmené l'enfant de chez lui sans autorisation, un Gabriel furieux le met contre le mur en lui disant que Giorgia est morte pour le sauver et est ensuite reprise par Sardoni. Tout le monde est en proie à l'agitation et à la fatigue car les ambulances pleines de blessés dus à l'accident continuent d'arriver : Andrea insuffle du courage à tout le monde avec un discours sur le fait de donner de l'espoir aux patients même dans les situations les plus désespérées, un discours qui touche aussi profondément Marco. Riccardo parvient à ranimer le contrôleur du train, retrouvé près des câbles à haute tension : en effet, l' électrocution peut entraîner la mort apparente. Lorenzo assiste à la scène et, profondément impressionné par le dévouement de Riccardo, se rend compte qu'il ne peut pas tout jeter comme ça, il s'éloigne prudemment et jette le paquet d'opioïdes, ignorant avoir été vu par Marco, qui récupère la boîte pour comprendre de quoi il s'agit. contient.

### Épisode 13:Libres d'aimer
- France : 17 février 2021 sur TF1

Elisa est particulièrement impatiente lorsque sa sœur aînée Serena, comédienne professionnelle, est hospitalisée. Dès les premiers tests, il apparaît que Serena souffre d' anémie due à une hémolyse qui, grâce au test de Coombs, s'avère être causée par du sang plein d' anticorps, à la fois des agglutinines froides et des anticorps anti-Rh ; Giulia ordonne alors tous les tests approfondis. Pendant ce temps, l'infirmière en chef Teresa s'occupe de l'ex-mari Corrado, qui a une éruption cutanée à l'abdomen, probablement causée par une tumeur. Agnese est incapable de cacher sa jalousie envers l'harmonie retrouvée entre Andrea et Giulia, et essaie maladroitement d'en parler avec lui. Alba, encouragée par les paroles d'Andrea, attend Riccardo à l'extérieur de l'hôpital, mais est déçue et triste de le voir partir avec Maria, avec qui il a pris rendez-vous. Giulia se rend compte que Serena n'a pas de lymphome et qu'il ne s'agit pas d'une hémolyse auto-immune comme les autres puisqu'il y a trop d'anticorps différents impliqués, alors elle émet l'hypothèse que les agglutinines froides et les anticorps anti-Rh ne sont pas liés. Andrea en vient à se demander si Serena, qui est enceinte, a déjà eu une autre grossesse. Teresa découvre que son ex-mari n'a pas de tumeur : le malaise a en fait été causé par l'ingestion de lait d'avoine, contenant du gluten et pris par l'insouciant Corrado alors qu'il se savait intolérant depuis des années. Pendant ce temps, Andrea emporte avec lui toute la documentation sur l'expérimentation du Satonal, le médicament administré à tort à Giovanni Pavesi. Chiara revient vers Lorenzo, lui demandant dix mille euros pour rembourser ses dettes et essayant de le soudoyer avec un autre paquet de drogue, mais il refuse fermement et la traque. Marco, cependant, ayant reçu l'analyse sur le contenu du colis jeté par Lorenzo et récupéré par lui et ayant remarqué la discussion entre les deux, le convoque au bureau : Lorenzo jure que c'est la seule rechute qu'il ait eue en quinze ans, que ce n'était qu'un moment passager et qu'il n'utilisera plus de substances, suppliant finalement le médecin-chef de lui donner une seconde chance. Marco accepte, mais lui demande des tests toxicologiques tous les deux jours.

### Épisode 14:Avant qu'il ne soit trop tard
- France : 17 février 2021 sur TF1

Andrea rend compte à Marco et Irène de ses recherches sur Satonal, dont l'expérimentation avait été clôturée par lui : puisque son recalcul montre que la mortalité de Satonal liée aux effets indésirables est supérieure à celle présentée dans les articles publiés, il propose d'alerter l'agence de le médicament pour que l'essai soit répété. Gabriel annonce à sa communauté éthiopienne qu'il souhaite rester en Italie, où il a enfin réussi à se forger sa propre identité. Chiara est hospitalisée pour ce qui semble être une surdose de cocaïne; une fois seule avec Lorenzo, elle avoue que pour des raisons économiques, bien qu'elle ne consomme pas de cocaïne, elle transporte des œufs pour le compte de deux trafiquants de drogue. Effrayée par la possibilité d'être traquée par ce dernier, Chiara accepte l'invitation d'Andrea à rester chez elle pendant quelques jours. Pendant ce temps, le jeune Tommaso Vitali, professeur de guitare pour enfants, est suivi pour ce qui semble être une méningite méningococcique (probablement transmise par un de ses élèves, aujourd'hui guéri, qui avait contracté un méningocoque de sous-type B). Giulia émet l'hypothèse que Tommaso a été infecté par une autre bactérie; après que Riccardo ait effectué une hémoculture qui montre qu'il n'y a pas de croissance, et après avoir ordonné à Alba de passer une radiographie pulmonaire et l'administration d'un antibiotique à large spectre, Giulia estime que la maladie est d'origine virale, elle décide donc de recommencer en voulant tester d'abord l' herpès et les entérovirus, puis de faire une liste de tous les virus compatibles avec les symptômes. La mère de Tommaso raconte à Riccardo qu'elle entretient une relation très houleuse avec son fils, à tel point que depuis un an, après une vive querelle, ils ne sont plus en contact.

### Épisode 15:Complots
- France : 24 février 2021 sur TF1

Andrea apprend que Dario Corolla, le stagiaire qu'il avait chassé le jour où il a été abattu, a déclaré qu'il avait reçu de lui l'ordre de falsifier les résultats du test sur le Satonal, et il l'a fait même s'il n'a pas encore été ouvert une enquête. Pendant ce temps, le célèbre médecin Nicola Forti, connu pour ses combats civils et constamment menacé de mort, est hospitalisé, qui prétend avoir été empoisonné. Tout en doutant de l'empoisonnement puisque Nicola n'a pas les symptômes typiques, Giulia ordonne une biopsie de la moelle osseuse et une analyse de sang. Lorenzo soutient qu'Andrea n'avait aucune raison d'impliquer Dario, car il pouvait intervenir personnellement sur la base de données, dont il connaissait les codes d'accès (il les lui avait donnés car Andrea avait besoin de vérifier des tests pour un autre médicament). Alors Lorenzo décide de parler à la police pour nier les paroles de Dario; Marco, cependant, le menace de révéler à tout le monde qu'il a pris des opioïdes, le faisant ainsi radier de l'Ordre des médecins et le ruinant économiquement. Lorenzo comprend donc que Marco est derrière toute l'affaire. Agnese, en essayant d'aider Andrea, rencontre Dario, qui prétend souffrir de Marco est derrière tout ça. Agnese, en essayant d'aider Andrea, rencontre Dario, qui prétend souffrir de Marco est derrière tout ça. Agnese, en essayant d'aider Andrea, rencontre Dario, qui prétend souffrir deLa maladie de Crohn et qu'il avait accepté d'aider Andrea à falsifier les tests Satonal par besoin d'argent, ne le "révélant" que maintenant après avoir découvert le danger du médicament. Gabriel emménage avec Elisa. Alba va rendre visite à Riccardo dans la maison où il vient d'emménager ; alors qu'ils sont sur le point de faire l'amour, Riccardo se retire parce qu'il a toujours honte de sa jambe amputée, et le lendemain matin, il renonce à s'inscrire à un concours de natation caritatif avec les autres membres de la salle, affirmant qu'il ne sait pas nager.

### Épisode 16:L'Heure des choix
- France : 24 février 2021 sur TF1

Lorenzo propose à Marco une solution pour sortir de la situation dans laquelle ils se trouvent, mais ce dernier lui répond qu'il y a des gens qui font passer le profit avant la santé des gens et des médecins comme eux deux. L'état d'Agnese s'aggrave rapidement, conduisant à l'hypothèse d'une tumeur, mais Andrea pense que la véritable cause est une infection du sang. Riccardo essaie de convaincre la mère d'Alba de ne plus faire souffrir sa fille et de l'accepter dans le bloc opératoire, mais la femme répond qu'elle ne doit plus jamais se permettre de lui parler de cette façon ; Elisa écoute leur conversation et le lendemain elle en parle avec Alba. En se disputant avec Giulia, Andrea a une intuition et fait admettre à Agnese qu'elle a rencontré Dario, dont elle n'a cependant pas obtenu d'informations utiles; la femme explique à Andrea qu'elle l'a fait pour l'aider. Andrea récupère un échantillon de Dario et découvre qu'en plus de l'infection à méningocoque, il souffrait d'un mystérieux agent pathogène qui n'est apparu qu'après sa mort. Le magistrat ouvre une enquête contre Andrea, qui risque d'être banni de l'Ordre des médecins, de devoir rembourser des centaines de milliers d'euros et une peine d'emprisonnement pour la mort de patients causée par Satonal ; Marco décide de retirer Andrea de la salle, mais il choisit de rester en tant que parent d'Agnese. Il est confirmé qu'Agnes souffre du même agent pathogène qui a tué Dario, à savoir le champignon Candida haemulonii. Avant de commencer la thérapie d'Agnese, Andrea informe les membres de son service qu'elle devra bientôt quitter l'hôpital en raison de l'enquête ouverte sur lui, les remerciant chaleureusement. Alba confronte sa mère, l'informant de la décision de poursuivre sa spécialisation dans le service de médecine interne car elle le considère comme une grande famille ; il lui demande alors de se voir en dehors du lieu de travail, mais sa mère lui répond froidement de ne pas créer de "complications". Agnès, dont la thérapie ne fonctionne pas, réconforte Andrea en lui disant de ne pas s'inquiéter et que ce n'est pas sa faute si Mattia est mort. Giulia sent au geste d'Agnese (qui touche la partie douloureuse en amenant sa main au niveau de l'oreille) qu'il s'agit dont la thérapie ne fonctionne pas, il réconforte Andrea en lui disant de ne pas s'inquiéter et que ce n'est pas de sa faute si Mattia est mort. Giulia sent au geste d'Agnese (qui touche la partie douloureuse en amenant sa main au niveau de l'oreille) qu'il s'agit dont la thérapie ne fonctionne pas, il réconforte Andrea en lui disant de ne pas s'inquiéter et que ce n'est pas de sa faute si Mattia est mort. Giulia sent au geste d'Agnese (qui touche la partie douloureuse en amenant sa main au niveau de l'oreille) qu'il s'agit d'une otite, une maladie dont Dario souffrait avant de mourir : Agnese a confondu la douleur à l'oreille avec la douleur à la dent. Dans les infections de ce type, il est normal que les oreilles soient également impliquées, mais dans ce cas, tout a commencé à partir de l'oreille à cause du Candida auris, une évolution du champignon Candida due à l'abus d'antibiotiques. Riccardo, libéré de ses peurs, passe la nuit avec Alba. Chiara est libérée, remercie Lorenzo et lui dit qu'elle veut reprendre ses études de médecine. Pendant ce temps, à l'hôpital, ils tentent de contacter l'autorité sanitaire des États-Unis, où Dario était en vacances quelques jours plus tôt, précisément à Chicago, dans l'État de l'Illinois ; grâce à certaines recherches, Giulia comprend que Dario a été infecté parce que dans l'Illinois, il y a l'une des très rares épidémies d'infection à Candida auris en Occident; de plus, Andrea trouve ce fait étrange car le siège de la société pharmaceutique SEU, qui produit Satonal, est également situé à Chicago. Agnès se réveille enfin et est en voie de guérison. Alors qu'Andrea est sur le point de quitter l'hôpital, Lorenzo avoue la vérité à tout le monde : Andrea est innocente, prouvant que les accusations portées par Dario étaient le résultat d'un chantage de la part de la société pharmaceutique (pour laquelle il était à Chicago quelques jours auparavant) ; il ne l'a pas dit tout de suite à cause des menaces subies par Marco concernant l'usage d'opiacés à l'hôpital. Marco et Irene sont immédiatement arrêtés; avant que Marco ne soit emmené de l'hôpital.

## Audiences

### En France
| Épisode | Diffusion       | Diffusion                 | Audience moyenne                       | Audience moyenne | Réf.  |
| Épisode | Date            | Nombre de téléspectateurs | Part de marché (sur les 4 ans et plus) | Classement       | Réf.  |
| ------- | --------------- | ------------------------- | -------------------------------------- | ---------------- | ----- |
| 1       | 6 janvier 2021  | 4 430 000                 | 18,1 %                                 | 1er              | [ 1 ] |
| 2       | 6 janvier 2021  | 3 850 000                 | 18,1 %                                 | 2e               | [ 1 ] |
| 3       | 13 janvier 2021 | 4 050 000                 | 16,7 %                                 | 2e               | [ 2 ] |
| 4       | 13 janvier 2021 | 3 450 000                 | 18,3 %                                 | 2e               | [ 2 ] |
| 5       | 20 janvier 2021 | 4 420 000                 | 18 %                                   | 1er              | [ 3 ] |
| 6       | 20 janvier 2021 | 3 670 000                 | 20,2 %                                 | 2e               | [ 3 ] |
| 7       | 27 janvier 2021 | 4 380 000                 | 17,7 %                                 | 1er              | [ 4 ] |
| 8       | 27 janvier 2021 | 3 590 000                 | 19,6 %                                 | 2e               | [ 4 ] |
| 9       | 3 février 2021  | 4 220 000                 | 17,3 %                                 | 2e               | [ 5 ] |
| 10      | 3 février 2021  | 3 650 000                 | 19,8 %                                 | 2e               | [ 5 ] |
| 11      | 10 février 2021 | 4 180 000                 | 16,9 %                                 | 1er              | [ 6 ] |
| 12      | 10 février 2021 | 3 570 000                 | 18,3 %                                 | 2e               | [ 6 ] |
| 13      | 17 février 2021 | 4 090 000                 | 17 %                                   | 1er              | [ 7 ] |
| 14      | 17 février 2021 | 3 560 000                 | 19,4 %                                 | 1er              | [ 7 ] |
| 15      | 24 février 2021 | 4 050 000                 | 17,1 %                                 | 1er              | [ 8 ] |
| 16      | 24 février 2021 | 3 720 000                 | 19,8 %                                 | 1er              | [ 8 ] |